# پات میهن
پات میهن (به انگلیسی: Pat Meehan) نمایندهٔ حوزه انتخابیه هفتم پنسیلوانیا از حزب جمهوری‌خواه ایالات متحده آمریکا در مجلس نمایندگان ایالات متحده آمریکا است که برای نخستین‌بار در ۴۹ ژانویه ۲۰۱۱ میلادی به‌عضویت این مجلس درآمد.